# اسکناس یک میلیون پوندی
اسکناس یک میلیون پوندی (به انگلیسی: The Million Pound Note) یک کمدی بریتانیایی در سال ۱۹۵۴ است، به کارگردانی رونالد نیم و بازی گریگوری پگ این داستان بر اساس داستان کوتاه مارک تواین (اسکناس بانکی یک میلیون پوندی) ساخته شده‌است.

## عوامل
- گریگوری پگ در نقش هنری آدامز
- رونالد اسکایر در نقش الیور مونتپلیه
- ویلفرد هاید وایت در نقش رودریک مونپلیه
- جین گریفیتس به عنوان پورتیا لانسوند
- جویس گرنفل به عنوان دوشس کرومارتی
- اِی. ای. متیوز در نقش دوک
- موریس دنیام به عنوان آقای رید
- رجینال بکوث به عنوان راک
- برایان اولتون به عنوان لوید
- جان اسلیتر به عنوان پارسونز
- ویلبر اوانز به عنوان سفیر آمریکا
- هارتلی پاور به عنوان هاستینگز
- جورج دیوین به عنوان صاحب رستوران
- برایان فوربس به عنوان تاد
- گودرون اوره به عنوان رنی (آن گودرون)
- هیو ویکفیلد به عنوان دوک کرامارتی
- فلیکس فلتون در نقش آلفرد (بی‌سابقه)